# Ugo Guidi
Ugo Guidi (Montiscendi di Pietrasanta, 14 settembre 1912 – Forte dei Marmi, 10 luglio 1977) è stato uno scultore italiano che operò tra la prima e la seconda metà del Novecento.

## Biografia
Ugo Guidi nacque a Montiscendi di Pietrasanta (ma affermò sempre di essere nato a Querceta) il 14 settembre del 1912. La perdita del padre durante la prima guerra mondiale contribuì a rendere riservato e chiuso il suo carattere e fece sì che lo scultore si legasse molto alla madre: la presenza femminile è sempre costante nella sua arte.
Dopo aver frequentato l'Istituto d'arte di Pietrasanta si iscrisse all'Accademia di Belle Arti di Carrara, dove studiò sotto la guida di Arturo Dazzi, che fu il suo più importante maestro, e si diplomò nel 1936. L'anno successivo partecipò al Premio Dervillé, che si teneva ogni anno a Carrara: il primo premio veniva assegnato all'artista che avesse riscosso i pareri positivi di una giuria selezionata. Guidi, davanti a una giuria composta dal suo maestro Arturo Dazzi e da Gianni Vagnetti, Giulio Marchetti e Carlo Rivalta riuscì a conquistare il premio presentando il suo "San Giovannino", attualmente conservato all'Accademia di Belle Arti di Carrara. La vittoria del Premio Dervillé aprì a Ugo Guidi le porte di una carriera ricca di successi.

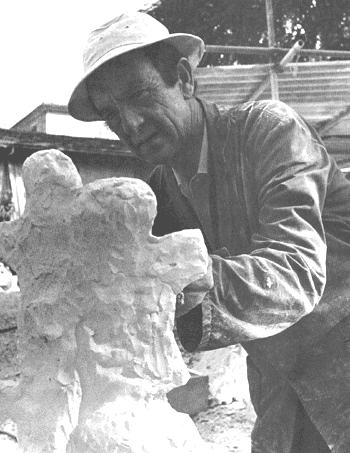
Ugo Guidi al lavoro nella sua casa-atelier a Forte dei Marmi

Subito dopo il termine degli studi diventò assistente di Arturo Dazzi e cominciò a insegnare all'Accademia di Carrara. Rimase assistente per tutta la sua vita, perché quando gli si presentò l'occasione di ottenere una cattedra sua, nel 1948, rifiutò in quanto avrebbe dovuto lasciare la sua terra per trasferirsi in Sicilia. Ugo Guidi era però troppo legato a Carrara e a Forte dei Marmi per prendere in considerazione un cambiamento così radicale nella sua vita. Inoltre, l'Accademia carrarese era per Guidi un punto di riferimento importante.
Nel 1940 l'artista sposò Giuliana Iacometti, che gli diede due figli: Vittorio nel 1944 e Fabrizio nel 1952. Il matrimonio e la nascita dei figli furono gli eventi più importanti della vita dello scultore, tanto che il tema della donna e quello della maternità ricorrono spesso nella sua produzione. Nel frattempo cominciò a partecipare a manifestazioni e a mostre in giro per l'Italia: nel 1943 Guidi fu a Verona per il premio di scultura (il primo concorso a cui partecipò dopo la vittoria al Premio Dervillé) mentre nel 1948 prese parte al Gran Premio Internazionale di Forte dei Marmi.
Una grande occasione per far conoscere la sua arte agli ambienti culturali che contavano all'epoca gli si presentò nel 1956, quando ebbe modo di organizzare la sua prima mostra personale, all'età di quarantaquattro anni. Infatti due anni prima, lo scultore aveva stretto amicizia con il pittore futurista Ottone Rosai e con il critico Piero Santi: i due lo convinsero nel 1956 a esporre le sue opere a Firenze, alla Galleria "La Strozzina". La mostra, dove Guidi espose le opere che aveva realizzato fino a quell'anno, comprese quelle giovanili, fu presentata proprio da Piero Santi.
La mostra di Firenze lanciò Ugo Guidi verso il successo nazionale e fu per lui l'inizio di un percorso che lo portò a esporre in tutta Italia: lo stesso anno fu a Roma, tornò poi nel 1958 a Firenze alla Galleria L'Indiano (che da quel momento divenne il suo luogo di esposizione preferito) ed espose nella sua Forte dei Marmi nel 1960. Negli anni successivi alcune sue mostre furono organizzate anche a Torino, a Milano, a Parma, a Modena, a Carrara, a Ravenna.
Nel frattempo la casa-atelier di Ugo Guidi a Vittoria Apuana, frazione di Forte dei Marmi, era diventata luogo di frequentazioni colte: lo scultore infatti ebbe modo di diventare amico di molte personalità della cultura, dell'arte e della letteratura di metà Novecento. Tra i migliori amici di Ugo Guidi, che spesso si ritrovavano nella sua casa distante poche decine di metri dal mare, figuravano Ardengo Soffici, il quale presentò alcune sue esposizioni, Achille Funi, che fu uno dei suoi amici più cari, Alfonso Gatto, che fu anche presente alla prima mostra del 1956, Ernesto Treccani, Mino Maccari, Carlo Carrà, Antonio Bueno, Raffaele e Magda De Grada, Giuseppe Migneco, Raffaele Carrieri, Arturo Puliti e altri.
Nel 1964 Guidi espose per la prima volta all'estero (a Monaco di Baviera), mentre nel 1965 si trasferì a Firenze insieme ad Arturo Puliti e affittò uno studio in via Varlungo, ma la permanenza durò soltanto un anno: l'alluvione del 1966 infatti distrusse la quasi totalità delle opere conservate nello studio fiorentino. Intanto, l'artista continuava a esporre: partecipò alle Biennali di Milano, alle Quadriennali di Roma, al Premio del Fiorino e alla Mostra Arte e Sport di Firenze, ai Concorsi Nazionali del Bronzetto di Padova e alle Biennali di Carrara. Partecipò poi per due volte (nel 1969 e nel 1971) alle Biennali Internazionali di Arte e Sport di Madrid e alla Prima Mostra di Incisione e Litografia di Barcellona: queste tre esperienze, insieme a quella di Monaco di Baviera, furono le uniche all'estero.
Anche lo sport fu uno dei temi preferiti da Ugo Guidi (in gioventù giocava come portiere in una squadra di calcio, e in più fu sempre tifoso del Bologna): nel 1969 gli venne commissionato un monumento da collocare all'ingresso dello stadio di Forte dei Marmi, e Ugo Guidi realizzò il "Portiere" in travertino, una delle sue opere più famose. L'anno seguente lo scultore ricevette un'ulteriore importante commissione a tema sportivo da parte di Artemio Franchi, che in quel periodo ricopriva l'incarico di presidente della FIGC e che era diventato qualche tempo prima amico di Ugo Guidi. Franchi gli commissionò un monumento da collocare nel Centro Tecnico Federale della FIGC a Coverciano: dopo aver preso visione di alcuni bozzetti realizzati dall'artista, Franchi scelse quello che diventò poi il monumento "Calciatori", realizzato nel 1974 e tuttora conservato a Coverciano.
Nel 1970 Ugo Guidi venne nominato Accademico Corrispondente dell'Accademia delle Arti del Disegno di Firenze.
Nel settembre del 1972, Ugo Guidi espose le sue opere in una mostra personale a Pistoia, presso la Galleria Porta Vecchia. Alcune di queste rimasero nella collezione privata dei titolari, Franca e Gian Piero Niccoli, con cui aveva stretto un rapporto di amicizia e a cui aveva anche dedicato uno dei dipinti.
Cinquant'anni dopo, nel 2025, la loro figlia, in seguito alla scomparsa dei genitori e al ritrovamento di documenti relativi a quella mostra, ha deciso di donare queste testimonianze al MUG, insieme alle opere di cui era in possesso, in memoria dei suoi genitori, della loro attività e dell'amicizia con Ugo Guidi, creando un legame tra Pistoia e Forte dei Marmi.
Per celebrare questa donazione, Vittorio Guidi, il maggiore dei figli, curatore della casa museo, ha programmato una mostra dedicata che si aprirà il 16 marzo fino all'8 aprile 2025. In seguito tutti i documenti e le opere donate saranno esposti permanentemente in un corner  all'interno della casa museo, a testimonianza della Donazione Niccoli. 
Nel 1974 gli venne diagnosticato un male incurabile che cominciò a far sentire i suoi primi segni nel 1976. L'anno coincide inoltre con l'ultima opera fittile realizzata dall'artista, i "Vincitori", in seguito alla quale Guidi si dedicò soltanto al disegno e alla pittura a tempera. L'ultima mostra fu organizzata nel 1977 nella Galleria "La Vecchia Farmacia" di Forte dei Marmi. Pochi giorni dopo l'inaugurazione dell'esposizione, il 10 luglio del 1977, Ugo Guidi morì nella sua casa di Vittoria Apuana. Quest'ultima nel 2005 venne trasformata in un museo, il MUG - Museo Ugo Guidi, dove è conservata gran parte della produzione dello scultore e dove è possibile vedere i luoghi in cui l'artista viveva e lavorava. Si accede al museo tramite una prenotazione e 

## L'arte
L'arte di Ugo Guidi non è riconducibile a un preciso movimento artistico: questo perché, sebbene l'artista fosse al corrente delle novità dell'arte di metà Novecento e le sue frequentazioni fossero di alto livello, cercò sempre di mantenere una linea indipendente, in accordo anche con il suo carattere schivo, mite e riservato.
La sua formazione avviene all'Accademia di Belle Arti di Carrara, dove cominciò a imparare a raffigurare il reale: inizialmente le sue sculture si ispirano all'arte tardoantica e bizantina. Risalgono alla fine degli anni Trenta e agli inizi degli anni Quaranta alcune opere di stampo accademico come il "San Giovannino", la "Capretta" e il "Maialino" che denotano tutta l'abilità di Ugo Guidi nel rappresentare in modo veridico la realtà.
L'artista però non si sente a suo agio all'interno dei canoni dell'accademia in quanto è alla costante ricerca di una poetica più arcaica e primitiva: per questo motivo abbandona quasi subito l'utilizzo del marmo di Carrara per scegliere materiali a lui più congeniali come la pietra, il tufo, l'argilla. Questo anche perché tali materiali sono meno nobili del marmo e sono quindi in maggior sintonia con l'animo naturale dello scultore.
Con il passare degli anni le figure di Ugo Guidi puntano sempre più verso l'arcaico e il primitivo, con rielaborazioni della tradizione (in particolare, l'arte etrusca e l'arte romanica): benché l'arte di Ugo Guidi sia del tutto originale, rimane sempre molto ancorata alla tradizione. Inoltre, la sua versatilità gli permette di affrontare diversi temi: animali, ritratti, figure a cavallo, religione, sport, donne.
È degli inizi degli anni Cinquanta il ciclo dei "mestieri", con il quale Ugo Guidi evidenzia tutta la durezza dei tipici mestieri della riviera apuana (pescatori, tosatori, arrotini e altri). Le figure appena abbozzate, a significare la collettività del lavoro e della fatica, ma le caratteristiche portanti dei mestieri vengono ben evidenziate. Inoltre, sempre negli anni Cinquanta, comincia a delinearsi la poetica di Ugo Guidi: lo scultore non rappresenta quello che vede, ma quello che prova. Esempi di opere realizzate in questo periodo sono "Stella" del 1954, la "Figura seduta" del 1956 e alcune opere a soggetto religioso eseguite tra il 1955 e il 1960. È proprio attraverso la scultura religiosa (della quale aveva comunque dato già un saggio in gioventù, eseguendo opere su commissione per alcune chiese) che Ugo Guidi si rivela uno scultore colto (i suoi temi sono tratti dai Vangeli, dalla Bibbia e dalle agiografie: uno dei suoi soggetti preferiti era la benedizione dei pani da parte di Santa Chiara) e profondo conoscitore della tradizione, dal momento che per realizzare le opere religiose si rifà alla scultura romanica.

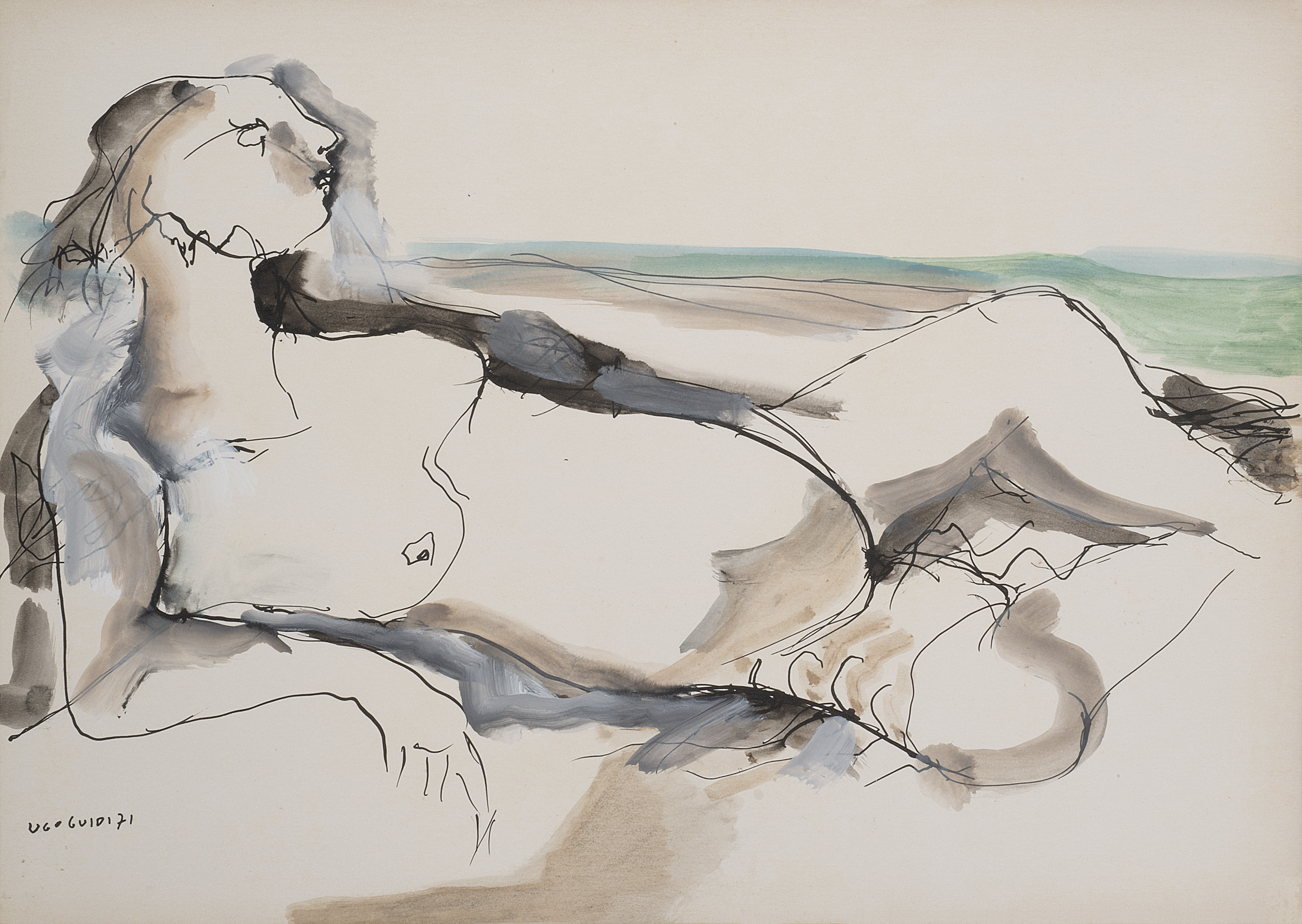
Ugo Guidi, Bagnante, tempera e china su carta, 1971

Se negli anni Cinquanta i materiali preferiti da Ugo Guidi sono ancora il tufo e la pietra, a partire dagli anni Sessanta nella sua produzione il maggior rilievo verrà assunto dalle terrecotte. A seguito del matrimonio inoltre, i temi della donna e della maternità assumono un ruolo di primo piano: la produzione di Ugo Guidi abbonda di donne ritratte nella loro quotidianità (donne che si pettinano, che si lavano, che si specchiano, che portano a spasso il cane), altro simbolo della semplicità d'animo dell'artista, e di madri (donne incinte o madri con il loro bambino). In realtà il tema della maternità si era già manifestato anche in opere precedenti, come l'"Adolescente" del 1948, che ritrae una ragazzina che porta una mano al grembo.
Un'altra tematica importante per Ugo Guidi è quella dello sport: protagonisti delle sculture e dei disegni di Guidi sono calciatori (il ruolo preferito dall'artista è quello del portiere), ma anche tennisti, canottieri, pugili, ballerine, ciclisti, ginnasti. Ugo Guidi vuole sottolineare l'aspetto ludico e collettivo dello sport: per questo, i protagonisti delle sue opere a tema sportivo vengono appena accennati (a simboleggiare la prevalenza del gruppo e della squadra sul grande campione: lo scultore non ama le individualità) e in certi casi (come nel monumento "Calciatori" di Coverciano) anche la competizione più accanita può essere occasione di correttezza, lealtà, rispetto dell'avversario e amicizia. Da non sottovalutare poi l'importanza che le figure a cavallo ricoprono nella poetica di Guidi: i cavalli e i cavalieri sono un modo per indagare tutti gli aspetti della realtà e del carattere dell'uomo (e del cavallo). Significative in tal senso sono l'opera "Cavallo imbizzarrito" del 1963 e "Cavallo vincitore" del 1969.

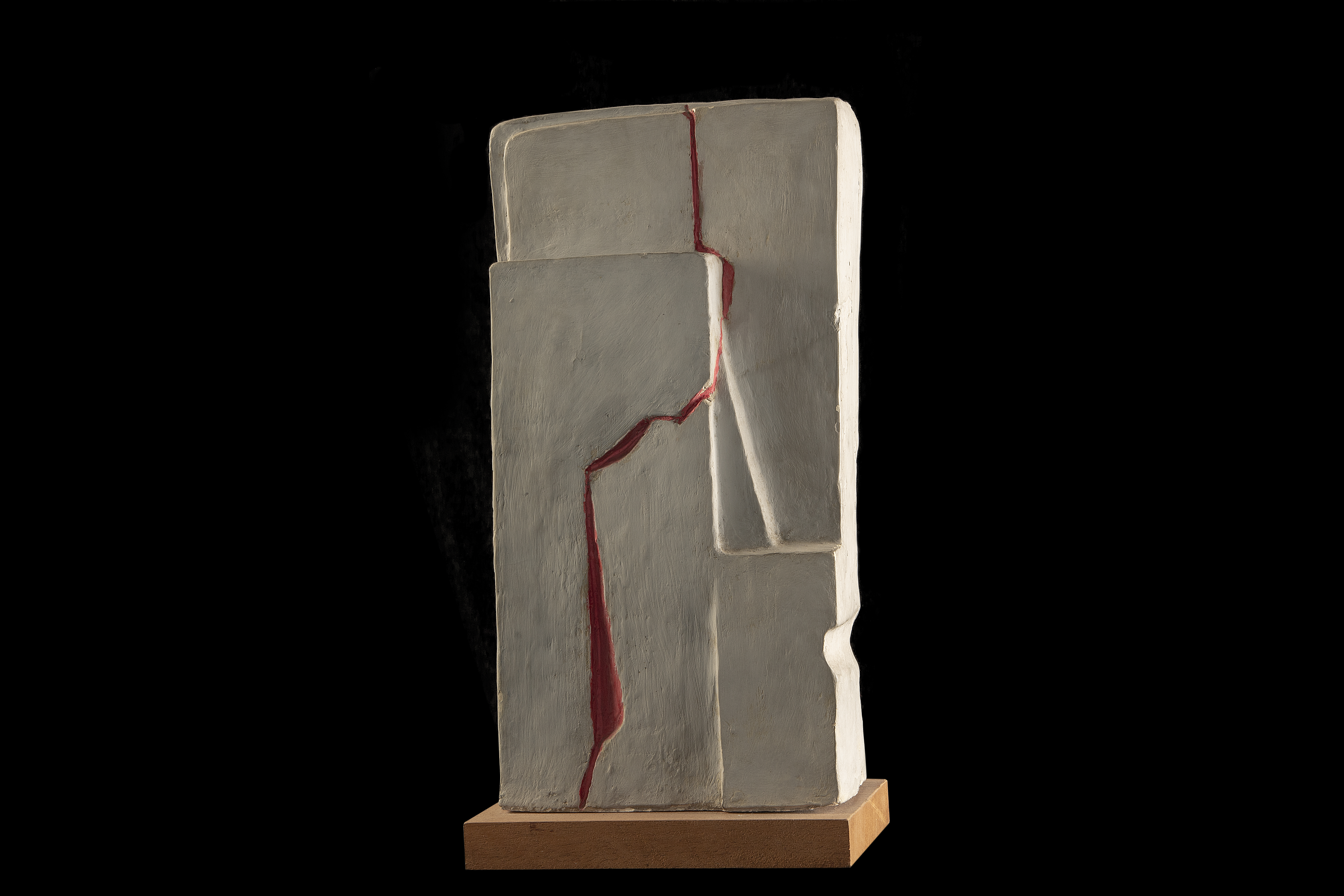
Ugo Guidi, Totem, 1974, terracotta, argilla cruda e tempera, 21x41x11 cm

Con l'inizio degli anni Settanta, l'arte di Ugo Guidi punta sempre più verso l'astrazione e la sua produzione è dominata delle "figure totem" che caratterizzano l'ultima parte della carriera di Guidi. Le figure totem di Guidi, anticipate dall'opera "Figura in ambiente" del 1966 rappresentano il pieno raggiungimento di quegli ideali di arcaismo e di primitività ricercati fin dagli anni dell'Accademia: le figure (il più delle volte rappresentano figure umane) sono "stilizzate" all'estremo, vengono colti soltanto i tratti principali dei soggetti (una linea curva per delineare una bocca, un cerchio per un occhio, qualche filo per i capelli) e lo scultore dimostra di entrare in piena sintonia con la materia. Le figure totem però non sono mai del tutto astratte, perché esiste sempre un sottile filo che le lega alla realtà e soprattutto alla tradizione, dal momento che le figure totem di Ugo Guidi si richiamano alle espressioni artistiche delle civiltà antiche (come quella dei Liguri Apuani: le statue stele della Lunigiana sono state rivisitate diverse volte dallo scultore). Ma le figure totem volgono lo sguardo anche verso le prime produzioni di Guidi: molte di esse infatti sono ricoperte di una soluzione di colore biancastro che ha lo scopo di conferire alla terracotta l'effetto del marmo. Le opere più interessanti in tal senso sono la "Figura totem" del 1969, il ciclo di "Donne totem" degli anni 1970-1972 e la "Figura totem con sole" del 1974.

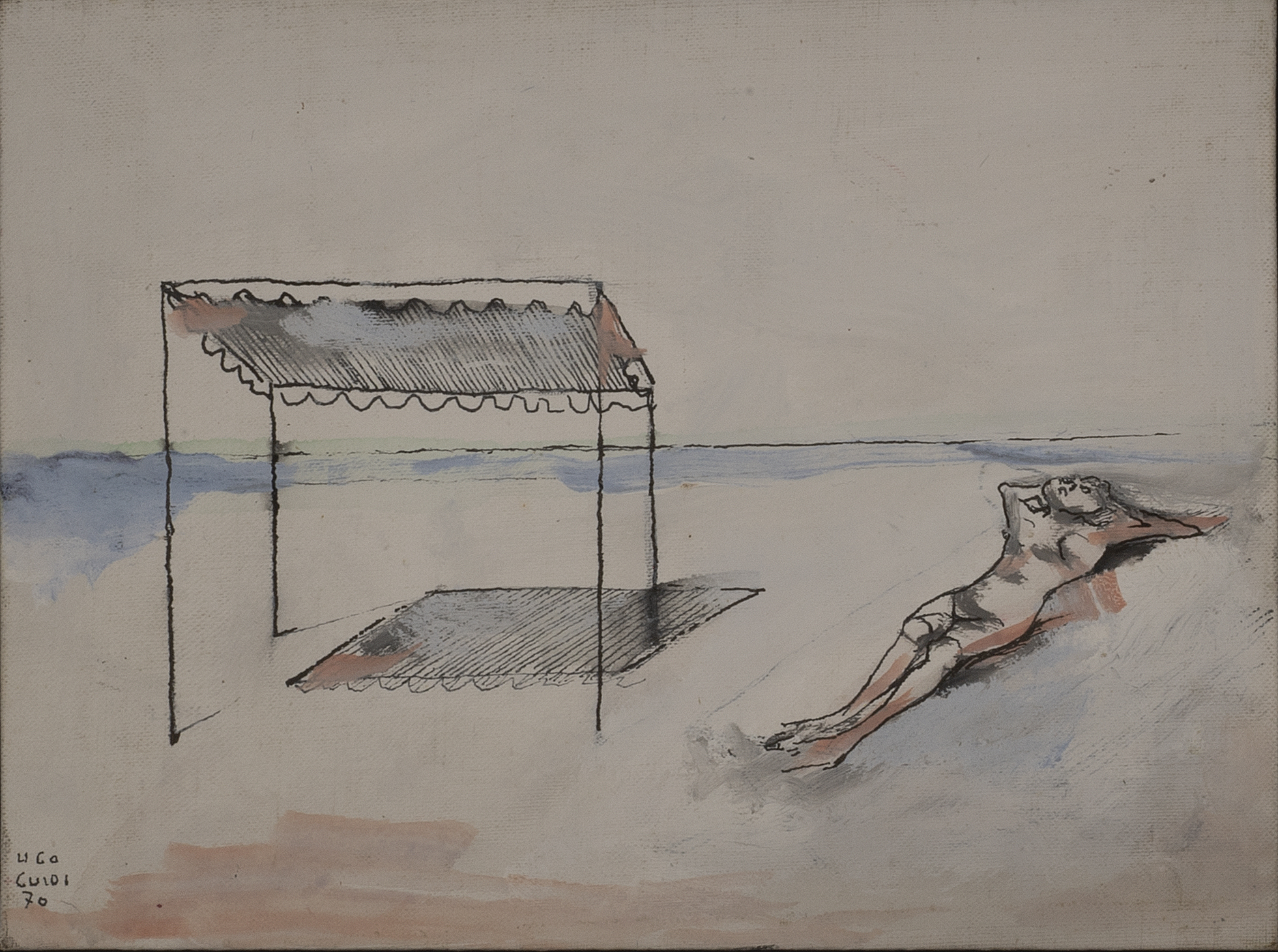
Ugo Guidi, Marina, 1976, tecnica mista su carta intelata, 18x24 cm

Gli ultimi anni della vita dello scultore sono caratterizzati da una produzione inquieta, espressione della sofferenza fisica e psichica dell'artista dal momento in cui gli viene diagnosticata la malattia che lo conduce poi alla scomparsa: nascono così opere come "Figura ferita" del 1974, attraverso la quale il dolore di Ugo Guidi viene simboleggiato dal rivolo di sangue che squarcia in due parti il blocco di marmo (realizzato in terracotta), il ciclo delle pitture del "Grido" degli anni 1976-1977, con figure urlanti e straziate dal dolore e infine "Vincitori" del 1976, l'ultima scultura di Guidi, che rappresenta la vittoria dell'artista contro tutti gli ostacoli.
Per ricordare la figura di Ugo Guidi dal 2009 è stato indetto il Premio Ugo Guidi, una rassegna artistica riservata ai giovani delle accademie d'arte italiane e straniere sotto la direzione artistica del responsabile scientifico del Museo Ugo Guidi, il dottor Lorenzo Belli.

## Opere importanti
- San Giovannino, 1937; Carrara, Accademia di Belle Arti
- Capretta, 1942; Forte dei Marmi, Museo Ugo Guidi
- Maialino, 1944; Forte dei Marmi, Museo Ugo Guidi
- Adolescente, 1947; Forte dei Marmi, Museo Ugo Guidi
- Pecora, 1950; San Paolo (Brasile), Collezione privata
- Pescatori, 1954; Forte dei Marmi, Museo Ugo Guidi
- Busto virile, 1954; Roma, Galleria Nazionale di Arte Moderna
- Ritratto di Ottone Rosai, 1955; Firenze, Uffizi, Gabinetto dei Disegni e delle Stampe
- Figura seduta, 1956; Forte dei Marmi, Museo Ugo Guidi
- Natività, 1956; Forte dei Marmi, Museo Ugo Guidi
- Santa Chiara benedice i pani, 1957; Forte dei Marmi, Museo Ugo Guidi
- Donna incinta, 1957; Firenze, Uffizi, Gabinetto dei Disegni e delle Stampe
- Nudo in scorcio, 1958; Firenze, Uffizi, Gabinetto dei Disegni e delle Stampe
- Danza di Salomè, 1960; Forte dei Marmi, Museo Ugo Guidi
- La Vittoria, 1961; Forte dei Marmi, Museo Ugo Guidi
- Cavallo imbizzarrito, 1963; Forte dei Marmi, Museo Ugo Guidi
- Portiere, 1963; Forte dei Marmi, Museo Ugo Guidi
- Maternità, 1965; Forte dei Marmi, Museo Ugo Guidi
- Figura in ambiente, 1966; Forte dei Marmi, Galleria di Arte Moderna
- Cavallo vincitore, 1966; Barcellona, Museo dello Sport
- Pattinatrice, 1968; Madrid, Consejo Superior de Deportes
- Figure al mare, 1969; Firenze, Uffizi, Gabinetto dei Disegni e delle Stampe
- Portiere, 1969; Forte dei Marmi, Stadio Comunale
- Figura totem, 1969; Forte dei Marmi, Museo Ugo Guidi
- Donna totem, 1970; Forte dei Marmi, Museo Ugo Guidi
- Teste totem, 1972; Forte dei Marmi, Museo Ugo Guidi
- Calciatori, 1972; Pietrasanta, Museo dei Bozzetti
- La sposa, 1973; Forte dei Marmi, Museo Ugo GuidiUgo Guidi, Cavallo cattedrale, 1972, terracotta, 29x19x11 cm

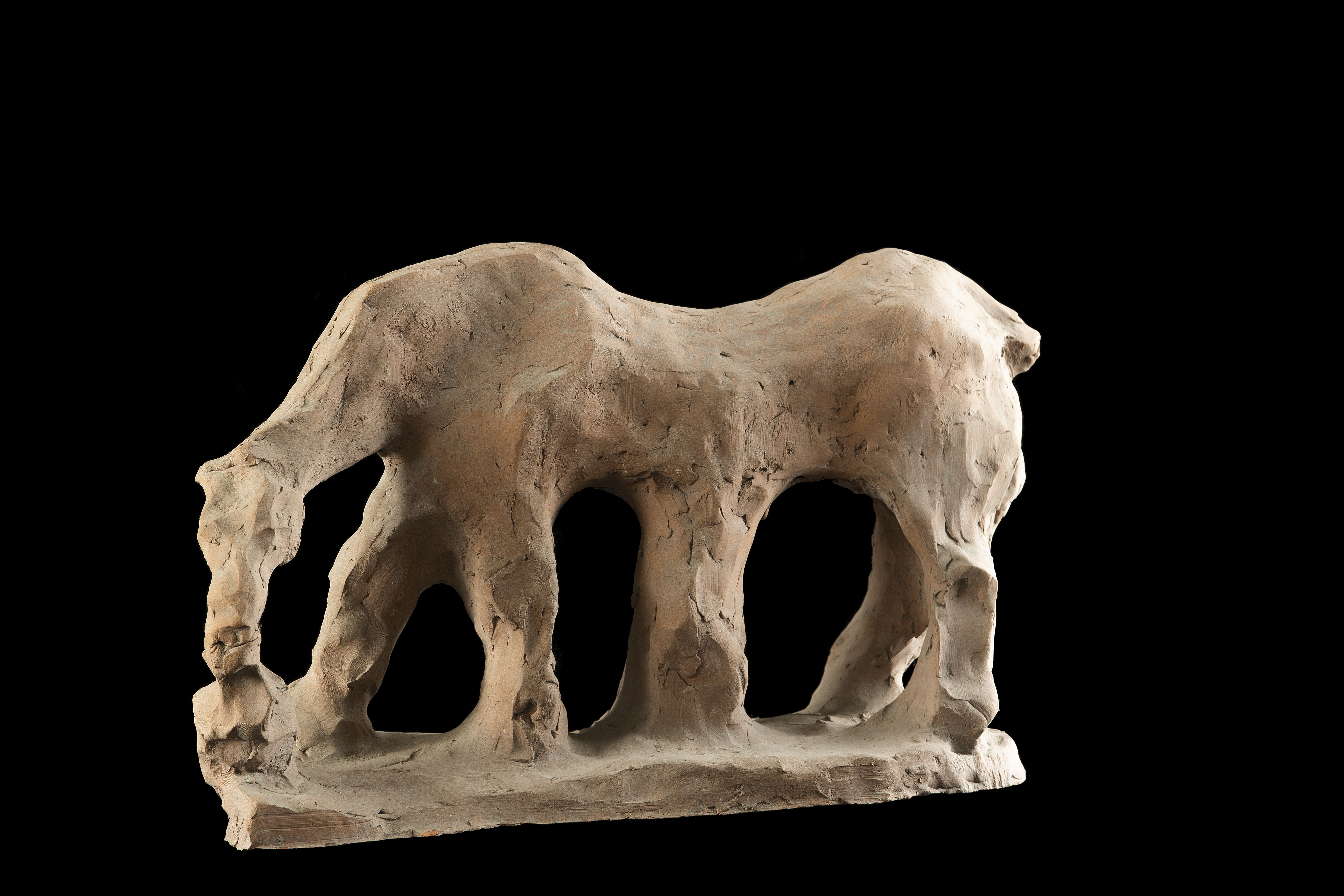
Ugo Guidi, Cavallo cattedrale, 1972, terracotta, 29x19x11 cm

- Cavallo cattedrale, 1973; Forte dei Marmi, Museo Ugo Guidi
- Calciatori, 1974; Coverciano (Firenze), Centro Tecnico Federale della FIGC
- Ballerina, 1974; Forte dei Marmi, Museo Ugo Guidi
- Cavallo e cavaliere, 1974; Forte dei Marmi, Museo Ugo Guidi
- Figura ferita, 1974; Forte dei Marmi, Museo Ugo Guidi
- Il ciclista, 1976; Forte dei Marmi, Museo Ugo Guidi
- Vincitori, 1976; Forte dei Marmi, Museo Ugo Guidi
- Il grido, 1977; Forte dei Marmi, Museo Ugo Guidi